# ولسکیان

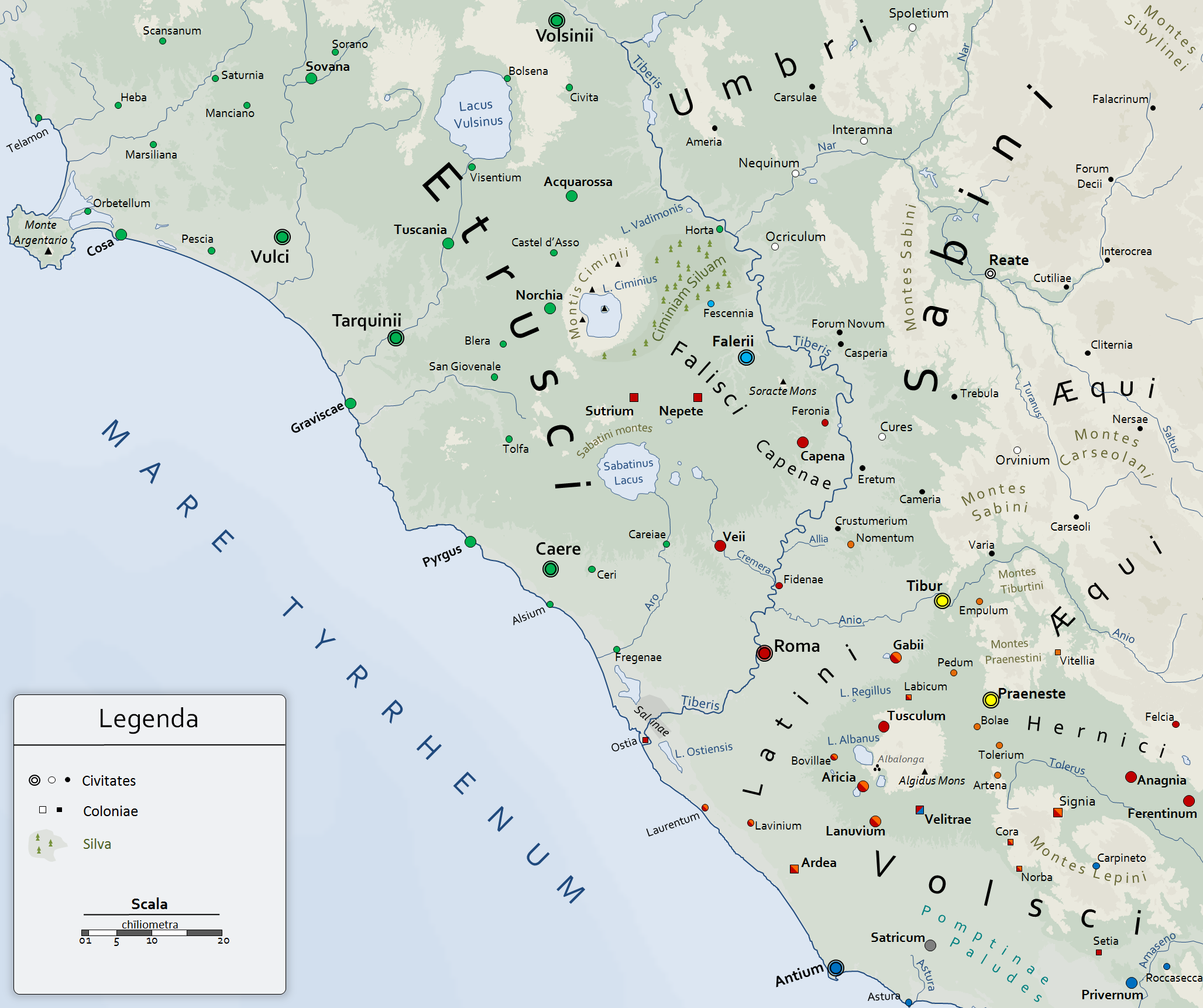
در این نقشه، چنان‌که دیده می‌شود، ولسکیان (با عنوان Volsci) در جنوب روم (با عنوان Roma) ساکن بودند. لازم است ذکر شود که در این دوران (سده‌های ششم تا پنجم قبل از میلاد) جمهوری روم هنوز بر کل شبه‌جزیرهٔ ایتالیا مسلط نشده بود.

ولسکیان (به لاتین: Volsci) قومی ایتالیایی باستان بودند که بیشتر در سدهٔ نخست جمهوری روم (سال‌های ۵۰۰ تا ۴۰۰ ق. م) به‌عنوان همسایهٔ جنوبی رومیان شناخته می‌شدند. در آن زمان، آنان در بخش تپه‌ای و باتلاقیِ جنوب لاتیوم می‌زیستند و توسط آورونکیان و سامنیتان در جنوب، و هرنیکیان در شرق محدود می‌شدند، و قلمروشان از نوربا و کورا در شمال تا آنتیوم در جنوب گسترده بود. ایشان تا چند سده دشمنان روم بودند، و قلمروشان در ۳۰۴ قبل از میلاد به دست رومیان افتاد و در آن حل شد. نخستین امپراتور روم، آگوستوس، اصل‌ونسبی ولسکیایی داشت.

## توصیفات جغرافی‌دانان باستانی
استرابون می‌گوید که ولسکیان دولتی در نزدیکی حوالی جنوب روم تشکیل داده بودند.

## زبان
ولسکیان به زبان ولسکی سخن می‌گفتند که از خانوادهٔ زبانی هندواروپایی، شاخهٔ زبان‌های ایتالی، شاخهٔ زبان‌های اوسکی-اومبری (اسکواومبری) بود و بسیار به زبان‌های اوسکی و اومبری و، به درجات دورتر، لاتین مرتبط بود.

## جنگ‌های متعدد با دولت روم
ولسکیان در شمار خطرناک‌ترین دشمنان تمدن روم بودند و بارها با اکوئیان متحد شدند، حال‌آنکه همسایهٔ خودشان، هرنیکیان، از ۴۸۶ ق.م. با روم متحد شدند.
بر طبق گفتهٔ تیتوس لیویوس در کتاب از پیدایش روم، هفتمین و آخرین پادشاه روم، لوکیوس تارکوئینیوس متکبر، نخستین رومی‌ای بود که با ولسکیان در جنگ شد و جنگی را آغازید که تا دو سده میان این دو دولت‌شهر ادامه داشت.
نیائئوس مارکیوس کوریولانوس، جنگجوی احتمالاً افسانه‌ایِ جمهوری روم، پس از تصرف یکی از شهرهای ولسکیان به‌نام کوریولی ملقب به «کوریولانوس» شد. پلوتارک در کتابش، حیات مردان نامی، ظهور و سقوط این قهرمان رومی را شرح می‌دهد و شکسپیر نیز در نگارش نمایشنامه‌اش، کوریولانوس، از آن الهام گرفته‌است.
اما اگر گزارش تیتوس لیویوس در باب جنگ روم و اتروسکان در زمان لارس پورسنا (سال ۵۰۸ ق. م) را صحیح فرض کنیم، ظاهراً روابط میان روم و ولسکیان همیشه هم خصمانه نبوده‌است، زیرا لیویوس می‌نویسد که وقتی سپاه اتروسکان به روم نزدیک می‌شد، سنای روم، با پیش‌بینی احتمال محاصره‌ای سخت و طولانی، رسولانی فرستاد تا از دولت ولسکیان گندم بخرند و توده‌های کم‌بضاعت روم را سیر کنند.

## افراد برجسته

### افراد برجستهٔ تماماً ولسکیایی
- کامیلا، زن جنگجویی است که در انئید ویرژیل آمده‌است (همانند آمازون‌ها در اسطوره‌شناسی یونان)؛
- آتیوس تولیوس.

### رومیان برجستهٔ با اصل‌ونسب ولسکیایی
- آگوستوس، بانی امپراتوری روم؛
- دسیوس، امپراتور روم از ۲۴۹ تا ۲۵۱ میلادی.